# رهاب المثلية في مجتمعات الأقليات العرقية
رهاب المثلية في مجتمعات الأقليات العرقية هو أي تحيز سلبي أو أي شكل من أشكال التمييز تجاه الأشخاص الذي يعتبرون –أو ينظر إليهم على أنهم- مثليات أو مثليين أو مزدوجي الميل الجنسي أو المتحولين جنسيًا (مجتمع الميم) في مجتمعات الأقليات العرقية في جميع أنحاء العالم. من الممكن أن يُعبر عن رهاب المثلية بأنه الشعور بالكراهية أو الازدراء أو التحامل أو النفور أو الحقد أو الخوف غير العقلاني من الفئات المذكورة سابقًا، ومن الممكن لهذه المشاعر أن تكون مرتبطة بالمعتقدات الدينية. من الممكن أن يكون للدين دور في خلق وتغذية رهاب المثلية، ومن الممكن بالمقابل أن يلعب فيه دورًا إيجابيًا في العديد من مجتمعات السود والأقليات الإثنية المنتمين لمجتمع الميم.
تختلف المفاهيم حول الأشخاص المنتمين إلى الجماعات (التي تُعتبر أقليات عرقية) باختلاف المنطقة والدولة، إذ يُنظر إلى الأشخاص الملونين في العديد من الدول الغربية كأقليات عرقية، قد يظهر رهاب المثلية –الذي لا يرتبط عادةً بالثقافة السائدة في البلاد- كنتيجة للمعايير والأسس الفكرية والأخلاقية التي تتبناها الجماعة العرقية.
يعتمد العديد من أفراد الأقليات الإثنية من أصحاب الميول الجنسية المثلية أو الثنائية أو مغاير الهوية الجنسانية على أفراد مجموعتهم العرقية للحصول على الدعم في المسائل الإثنية. غالبًا ما يرتبط رهاب المثلية الجنسية أو رهاب التحول الجنسي -داخل هذه المجتمعات- بشكل مباشر مع المعايير الإثنية الثقافية المتعلقة بالجنس والميول الجنسية. تحدث أحد الباحثين الأمريكيين عن هذا الموضوع، وقال: «تعتبر مغالطة اعتبار الرجال المثليين أو النساء المثليات الراغبين بتغيير جنسهم» معيبون«، من المغالطات الشائعة المنتشرة في مجتمعات الملونين».
توجد في بعض الثقافات صعوبة في تصنيف المثلية الجنسية. تحدث بعض العلماء عن بدء ظهور المفاهيم الغربية للهوية الجنسية في القارة الأوروبية في الفترة بين منتصف القرن التاسع عشر وآخره، بالرغم من اعتراض الكثيرين -في هذه الفترة- على انتشار هذه المفاهيم. كانت السلوكيات التي تعتبر خاصة بالمثليين والمثليات جنسيًا سلوكياتٍ مقبولة في ثلاثة أرباع الثقافات التي تحدث عنها كتاب «أنماط السلوك الجنسي» الذي نشر في عام 1951.

## نظرية

### تقاطع أشكال التمييز والهوية المزدوجة للأقليات
طورت كيمبيرلي وليامز كرينشو إطارًا محددًا لتقاطع أشكال التميز، وهي نظرية تفرض عدم كفاية هوية مفردة واحدة لوصف النساء السوداوات بشكل وافٍ، وتُستخدم في عملية دراسة الطرق التي ترتبط بها الجنسانية بالعرق. تُعتبر دراسة الطرق التي تتفاعل بها هويات النساء السوداوات (الجنسيانية والعرقية) مع بعضها البعض، وخلق عدة تجارب محددة -من خلال تقاطع الهويات المتعددة- أفضل طريقة لفحصهن، ولدراسة أنواع التمييز الذي يتعرضن له.
اعتمدت كرينشو في عملها أيضًا على مؤلفات عالم الاجتماع وليام إدوارد بورغاردت دو بويز التي تشير إلى الفهم المجزأ للذات المرتبط مع كون المرء أمريكيًا أسودًا. ينطبق هذا على فهم الأشخاص المنتمين إلى مجتمع الميم والمنتمين -بنفس الوقت- إلى الأقليات العرقية والإثنية. تتسبب الهويات المتعددة لهؤلاء الأشخاص في شعورهم بالتفتت، إذ يدركون كونهم أفرادًا مثليين جنسيًا، وأعضاءً في الأقليات العرقية والإثنية (وفقًا للثقافة الأمريكية). أطلق دو بويز على هذا المفهوم مصطلح «الوعي المزدوج».
يخلق رهاب المثلية في مجتمعات الأقليات العرقية رابطًا مزدوجًا عند الأفراد المثليين المنتمين لهذه المجتمعات. يتعرض أفراد هذه المجتمعات للتمييز العنصري والإثني من المجتمع الأوسع، إضافة إلى تعاملهم مع رهاب المثلية الذي يتسم به أفراد مجموعاتهم العرقية/ الاثنية. يخلق هذا التقاطع بين أشكال التمييز المتعددة تهديدًا ثلاثيًا للأفراد الملونين المنتمين لمجتمع الميم، فالمجال الأول للتمييز هو مواجهة هؤلاء الأفراد لعنصرية البعض داخل مجتمعات المثليين، الأمر الذي يصعب عليهم عملية التماهي مع هذه المجتمعات، وينمي عندهم الشعور بالأمن داخل مجتمعهم العرقي. يظهر هذا النوع من التمييز على أنه تمييز في الأماكن العامة كالحانات والمنظمات التي يُستبعد فيها -في الكثير من الأحيان- الأشخاص الملونين بشكل اجتماعي غير مباشر، وبشكل مباشر على حد سواء، ويكونون بشكل عام غير مرحب بهم.
أما المجال الثاني فهو رهاب المثلية (أو الانحياز الجنسي المغاير) داخل المجتمعات الإثنية، وهو محور التركيز في هذه المقالة. لا يمكن التعامل مع الانحياز الجنسي المغاير في المجتمعات كمسألة منفصلة -بشكل كامل- عن أشكال التمييز الأخرى، إذ يتداخل العديد من أشكال التمييز. أما الشكل الثالث للتمييز، فهو العنصرية في العلاقات الحميمية بين الأفراد المنتمين لنفس الجنس، إذ يكون الأشخاص الملونون -على سبيل المثال- أقل جاذبية، يتم التحريض على التمييز الجنسي ضد الأفراد المنتمين للأقليات العرقية بعبارات من قبيل «لا للرز» التي ترمز إلى رفض الرجال الآتين من شرق آسيا، و «لا للكاري» التي ترمز إلى رفض الرجال الآتين من جنوب آسيا، و «لا للشوكولا» التي ترمز إلى رفض الرجال سمر البشرة. غالبًا ما تُستخدم الصور النمطية الجنسية المعتمدة على الأصل العرقي في مجتمع الميم، وهو ما يؤثر على خيارات الشريك المحتمل للأفراد المنتمين إلى مجتمع الميم وللأقليات العرقية على حد سواء. عادة ما يُعتبر الرجال المثليون السود واللاتينيون عدوانيين ومندفعين، وينظر إلى الرجال المثليين الآسيويين على أنهم مائلون للأنوثة، وغير عمليين، ومحتشمين. تتفاقم عملية ترسيخ هذه التفضيلات من خلال مواقع وتطبيقات المواعدة عبر الإنترنت، إذ يتمكن الرجال المثليون من تحديد تفضيلاتهم لشكل جسم شريكهم وفقًا لأذواقهم.

### التأثير على الصحة
يعتبر الانحياز الجنسي المغاير في مجتمعات الأقليات العرقية ضارًا -بشكل خاص- بالصحة العقلية للأشخاص المثليين والمثليات ومزدوجي الميل الجنسي ومغايري الهوية الجنسانية الملونين، الذي ينظرون إلى مجتمعاتهم العرقية على أنها تشكل شبكة الدعم الأقوى لهم بالمقارنة مع مجتمعات المثليين والمتحولين جنسيًا، ويعود ذلك إلى مواجهتهم للعنصرية في المجتمعات الأخيرة. يُخشى أن يتخلى المجتمع العرقي -الذي يقدم الدعم للمثليين والمثليات في فترة الطفولة لمواجهة عنصرية المجتمعات الخارجية- عن الأفراد المنتمين إلى مجتمع الميم. يؤثر التمييز الذي يتعرض له الأشخاص ذوي الميول الجنسية المثلية أو الثنائية أو المتحولين جنسيًا بشكل سلبي على صحتهم العقلية، ويعود ذلك إلى أهمية المجتمع العرقي بالنسبة لهم. قد يفضل الأشخاص هويتهم العرقية على هويتهم الجنسية في حال اعتمدوا أكثر في حياتهم على المجتمع العرقي الذي ينتمون إليه، لذلك، يعتبر الانحياز الجنسي المغاير عامل ضغط على المثليين جنسيًا المنتمين لجماعات الأقليات العرقية، بسبب فهمهم للظلم العنصري الذي قد يعانون منه في المجتمع الخارجي، وكذلك الأمر بالنسبة لرهاب المثلية الشخصي وكره الذات التي قد يعانون منها أيضًا. ينجم رهاب المثلية داخل مجتمعات الأقليات العرقية عن الممارسات الثقافية الفريدة التي تتفرد بها الجماعات العرقية المختلفة، ومن الممكن لرهاب المثلية أن ينجم أيضًا عن القضية الأعمّ المتمثلة بالتمييز الغربي ضد الأشخاص الملونين.
يخلق هذا التمييز حاجة إلى مجتمع داعم ما للتخلص من الضرر النفسي الذي يسببه، غالبًا ما يجد الأشخاص الملونون غير المغايرين جنسيًا أنّه من غير الممكن تلبية احتياجاتهم النفسية لا في المجتمع العرقي ولا حتى في مجتمع الميم، لأنّه من الممكن أن يعاني المجتمع العرقي في بعض الأحيان من رهاب المثلية، ومن الممكن أيضًا أن يكون مجتمع الميم عنصريًأ.